# حشره‌خوار ارمنی
 حشره‌خوار ارمنی (نام علمی: Crocidura armenica) نام یک گونه از سرده حشره‌خوارهای دندان‌سفید است.